# Lygropia bicincta
Lygropia bicincta là một loài bướm đêm trong họ Crambidae.